# Rivière de l' Artibonite
Rivière de l' Artibonite är ett vattendrag i Haiti. Det ligger i den centrala delen av landet, 90 km nordväst om huvudstaden Port-au-Prince.